# León Villa
León Fernando Villa (Medellín, 12 januari 1960) is een Colombiaans oud-voetballer, die speelde als verdediger. Hij beëindigde zijn profcarrière in 1994, en was daarna onder meer trainer-coach van Deportes Quindío.

## Clubcarrière
Villa speelde negen seizoenen voor Atlético Nacional, en kwam daarnaast twee seizoenen uit voor Deportes Quindío.

## Interlandcarrière
Villa speelde zeven interlands (nul doelpunten) voor Colombia in de periode 1989-1990. Onder leiding van bondscoach Francisco Maturana maakte hij zijn debuut voor de nationale ploeg op 5 juli 1989 in de Copa América-wedstrijd tegen Paraguay (0-1). Villa nam met zijn vaderland deel aan het WK voetbal 1990, en aan de strijd om de Copa América 1989.

## Erelijst
Atlético Nacional
- Copa Mustang

1991
- Copa Libertadores

1989
- Copa Interamericana

1990